# Équipe Guru Dutt
L'équipe Guru Dutt est un groupe de personnes que le réalisateur indien Guru Dutt a sélectionnées pour créer quelques-unes de ses plus belles œuvres cinématographiques. La mort de Guru Dutt a cependant interrompu la production de plusieurs œuvres. Les réalisations de l'équipe sont considérées pour avoir laissé leur marque tant sur le cinéma indien que sur le cinéma mondial.

## L'équipe
- Scénariste : Abrar Alvi
- Réalisateurs : Raj Khosla, Abrar Alvi
- Photographie : V.K. Murthy
- Actrice : Waheeda Rehman
- Acteurs : Johnny Walker, Rehman
- Chanteurs : Geeta Dutt, Mohammed Rafi
- Musique : O. P. Nayyar, S.D. Burman, Hemant Kumar
- Paroles : Sahir Ludhianvi, Kaifi Azmi
- Monteur : Y.G. Chawhan
- Directeur artistique : Biren Naag (a travaillé comme directeur artistique pour cinq films de Guru Dutt)

## Principales réalisations
- 1951 : Baazi
- 1952 : Jaal
- 1953 : Baaz
- 1954 : Aar Paar
- 1955 : Mr. & Mrs. '55
- 1956 : C.I.D. (en)
- 1957 : Pyaasa (Assoiffé)
- 1959 : Kaagaz Ke Phool
- 1960 : Chaudhvin Ka Chand (en)
- 1962 : Sahib Bibi Aur Ghulam
- 1966 : Baharen Phir Bhi Aayengi (en) (sorti après le décès de Guru Dutt)